# Petr Křivánek
Petr Křivánek (Brno, 18 marzo 1970) è un ex calciatore ceco, difensore che per tutta la carriera ha militato nelle file della squadra della sua città natale, il Brno.

## Carriera

### Club

#### Brno
Petr Křivánek cominciò a giocare a calcio all'età di nove anni nelle giovanili del Zbrojovka Brno. Quando compì 19 anni andò a Žatec in cui gioco nella squadra locale durante i due anni di servizio militare. Nel 1991 il difensore tornò a Brno e giocò nella squadra della città per 14 anni, fino al 2005 termine della sua carriera. Nella sua prima stagione collezionò cinque presenze, la squadra non conobbe grandi risultati ma comunque migliori della stagione precedente. Nella stagione 1992-1993, Křivánek giocò solamente 12 partite. Tuttavia in questi anni, anche se tecnicamente piuttosto debole, cominciò a convincere nelle sue prestazioni sportive grazie alla sua dedizione e spirito combattivo. Nel 1996 divenne il capitano della squadra e venne chiamato anche dalla nazionale ceca, in cui nel settembre gioco 90 minuti contro l'Islanda a Jablonec, partita vinta per 2-1. Nel 1997 venne un'offerta dal Belgio per il giocatore, il quale però aveva da poco allungato il contratto con il Brno e quindi il trasverimento non ebbe luogo. Fino alla pausa invernale della stagione 2004-2005 svolse regolarmente il suo ruolo di difensore anche se a causa del diminuire della sua velocità lo portò più frequentemente ad errori difensivi. Nel 2005 Jiří Kotrba divenne il nuovo allenatore della squadra è considerò Petr Křivánek non più adatto a giocare. Dopo 317 partite con il Brno si trasferì nel SC Union nella Bassa Austria dove finì la sua carriera.